# Pavol Pláňovský
Pavol Pláňovský (11. února 1912 – 22. února 1984 Montréal) byl slovenský a československý politik a poválečný poslanec Prozatímního Národního shromáždění a Slovenské národní rady za Demokratickou stranu. Po roce 1948 žil v exilu.

## Biografie
Vystudoval učitelský ústav a za světové války studoval na Slovenské univerzitě v Bratislavě. V roce 1945 působil jako předseda Místního národního výboru (starosta) v Prešově. Tuto funkci zastával do roku 1947.
Od jara 1946 zasedal, na základě nových poměrů po podpisu aprílové (dubnové) dohody, v níž Demokratická strana programově a personálně vyšla vstříc katolickému politickému táboru, v užším předsednictvu Demokratické strany. Sjezd Demokratické strany v lednu 1948 ho zvolil do výkonného výboru jako zástupce Prešovska.
V letech 1945–1946 byl poslancem Prozatímního Národního shromáždění za Demokratickou stranu. V Národním shromáždění setrval do parlamentních voleb v roce 1946. Na základě výsledků parlamentních voleb roku 1946 byl zvolen do Slovenské národní rady.
Po únorovém převratu v roce 1948 byl rozhodnutím akčního výboru zbaven mandátu v SNR a vyloučen ze strany. Odešel do exilu, kde se podílel na aktivitách exilové Demokratické strany. Od roku 1949 byl členem Rady svobodného Československa.
Zemřel v únoru 1984 v Kanadě.